# IndyCar Series 2003
IndyCar Series 2003 – ósmy sezon w amerykańskiej serii wyścigowej IRL, który trwał od 2 marca do 17 października 2003. W sezonie rozegrano 16 wyścigów. Zwyciężył Nowozelandczyk – Scott Dixon, który zdobył 507 pkt w klasyfikacji generalnej. Dan Wheldon otrzymał nagrodę Rookie of the Year za sezon 2003.

## Kalendarz
| Wyścig | Tor                              | Miejsce     | Data                 | Okr. | Dystans                 | Czas         | Szybkość     | Zwycięzca         | Pole Position     | Najdłużej na prowadzeniu | Najszybsze okr.   |
| ------ | -------------------------------- | ----------- | -------------------- | ---- | ----------------------- | ------------ | ------------ | ----------------- | ----------------- | ------------------------ | ----------------- |
| 1      | Homestead-Miami Speedway         | Floryda     | 2 marca 2003         | 200  | 2.41395=482.79 km       | 1′57:06.2026 | 247 366 km/h | Scott Dixon       | Tony Kanaan       | Gil de Ferran            | Tony Kanaan       |
| 2      | Phoenix International Raceway    | Arizona     | 23 marca 2003        | 200  | 1.6093=321.86 km        | 1′59:54.7395 | 161 047 km/h | Tony Kanaan       | Tony Kanaan       | Tony Kanaan              | Scott Dixon       |
| 3      | Motegi                           | Japonia     | 13 kwietnia 2003     | 200  | 2.4928057=498.56114 km  | 2′21:17.8256 | 211 708 km/h | Scott Sharp       | Scott Dixon       | Tony Kanaan              | Tomas Scheckter   |
| 4      | Indianapolis Motor Speedway      | Indiana     | 25 maja 2003         | 200  | 4.02325=804.65 km       | 3′11:56.9891 | 251 519 km/h | Gil de Ferran     | Hélio Castroneves | Tomas Scheckter          | Tony Kanaan       |
| 5      | Texas Motor Speedway             | Teksas      | 7 czerwca 2003       | 200  | 2.41395=482.79 km       | 1′43:47.8051 | 270 705 km/h | Al Unser Jr.      | Tomas Scheckter   | Tomas Scheckter          | Felipe Giaffone   |
| 6      | Pikes Peak International Raceway | Kolorado    | 15 czerwca 2003      | 225  | 1.6093=362.0925 km      | 1′32:19.9594 | 235 296 km/h | Scott Dixon       | Tony Kanaan       | Scott Dixon              | Tony Kanaan       |
| 7      | Richmond International Raceway   | Wirginia    | 28 czerwca 2003      | 206  | 1.206975=248.63685 km   | 1′26:47.9459 | 171 871 km/h | Scott Dixon       | Scott Dixon       | Scott Dixon              | Tomas Scheckter   |
| 8      | Kansas Speedway                  | Kansas      | 6 lipca 2003         | 200  | 2.41395=482.79 km       | 1′48:50.9861 | 266 123 km/h | Bryan Herta       | Scott Dixon       | Gil de Ferran            | Tony Kanaan       |
| 9      | Nashville Superspeedway          | Tennessee   | 19 lipca 2003        | 200  | 2.1451969=429.03938 km  | 1′53:18.4386 | 227 191 km/h | Gil de Ferran     | Scott Dixon       | Tony Kanaan              | Sam Hornish Jr.   |
| 10     | Michigan International Speedway  | Michigan    | 27 lipca 2003        | 200  | 3.2186=643.72 km        | 2′12:39.4413 | 291 150 km/h | Alex Barron       | Tomas Scheckter   | Sam Hornish Jr.          | Gil de Ferran     |
| 11     | Gateway International Raceway    | Illinois    | 10 sierpnia 2003     | 200  | 2.011625=402 325 km     | 1′50:22.5587 | 217 716 km/h | Hélio Castroneves | Hélio Castroneves | Hélio Castroneves        | Hélio Castroneves |
| 12     | Kentucky Speedway                | Kentucky    | 17 sierpnia 2003     | 200  | 2.41395=482.79 km       | 1′29:44.6120 | 322 780 km/h | Sam Hornish Jr.   | Sam Hornish Jr.   | Sam Hornish Jr.          | Scott Dixon       |
| 13     | Nazareth Speedway                | Pensylwania | 24 sierpnia 2003     | 225  | 1.5223978=342.539505 km | 1′42:07.1375 | 201 259 km/h | Hélio Castroneves | Scott Dixon       | Hélio Castroneves        | Sam Hornish Jr.   |
| 14     | Chicagoland Speedway             | Illinois    | 7 września 2003      | 200  | 2.41395=482.79 km       | 1′38:58.3310 | 292 682 km/h | Sam Hornish Jr.   | Richie Hearn      | Tomas Scheckter          | Bryan Herta       |
| 15     | California Speedway              | Kalifornia  | 21 września 2003     | 200  | 3.2186=643.72 km        | 1′55:51.4395 | 333 369 km/h | Sam Hornish Jr.   | Hélio Castroneves | Tomas Scheckter          | Hélio Castroneves |
| 16     | Texas Motor Speedway             | Teksas      | 12 października 2003 | 195  | 2.41395=470.72025 km    | 1′48:56.2674 | 259 260 km/h | Gil de Ferran     | Gil de Ferran     | Gil de Ferran            | Gil de Ferran     |

## Klasyfikacja
| Miejsce | Kierowca          | Państwo           | Team                              | Podwozie | Silnik    | Pkt łącznie | Stany Zjednoczone | Stany Zjednoczone | Japonia | Stany Zjednoczone | Stany Zjednoczone | Stany Zjednoczone | Stany Zjednoczone | Stany Zjednoczone | Stany Zjednoczone | Stany Zjednoczone | Stany Zjednoczone | Stany Zjednoczone | Stany Zjednoczone | Stany Zjednoczone | Stany Zjednoczone | Stany Zjednoczone |
| ------- | ----------------- | ----------------- | --------------------------------- | -------- | --------- | ----------- | ----------------- | ----------------- | ------- | ----------------- | ----------------- | ----------------- | ----------------- | ----------------- | ----------------- | ----------------- | ----------------- | ----------------- | ----------------- | ----------------- | ----------------- | ----------------- |
| 1       | Scott Dixon       | Nowa Zelandia     | Ganassi Racing                    | G-Force  | Toyota    | 507         | 50                | 10                | 15      | 13                | 28                | 52                | 52                | 28                | 40                | 30                | 15                | 40                | 14                | 40                | 40                | 40                |
| 2       | Gil de Ferran     | Brazylia          | Penske Racing                     | Dallara  | Toyota    | 489         | 42                | 16                | –       |                   |                   | 35                | 35                | 37                | 50                | 26                | 35                | 22                | 32                | 18                | 15                | 52                |
| 2       | Gil de Ferran     | Brazylia          | Penske Racing                     | G-Force  | Toyota    | 489         |                   |                   |         | 50                | 24                |                   |                   |                   |                   |                   |                   |                   |                   |                   |                   |                   |
| 3       | Hélio Castroneves | Brazylia          | Penske Racing                     | Dallara  | Toyota    | 484         | 35                | 40                | 8       | 40                | 26                | 18                | 40                | 40                | 35                | 13                | 52                | 30                | 52                | 10                | 28                | 17                |
| 4       | Tony Kanaan       | Brazylia          | Andretti Green Racing             | Dallara  | Honda     | 476         | 32                | 52                | 18      | 35                | 40                | 40                | 30                | 32                | 24                | 14                | 40                | 28                | 12                | 28                | 35                | 16                |
| 5       | Sam Hornish Jr.   | Stany Zjednoczone | Panther Racing                    | Dallara  | Chevrolet | 461         | 20                | 9                 | 28      | 15                | 20                | 30                | 32                | 13                | 19                | 42                | 28                | 52                | 40                | 50                | 50                | 13                |
| 6       | Al Unser Jr.      | Stany Zjednoczone | Kelley Racing                     | Dallara  | Toyota    | 374         | 17                | 32                | 30      | 22                | 50                | 16                | 20                | 16                | 24                | 22                | 10                | 32                | 28                | 11                | 22                | 22                |
| 7       | Tomas Scheckter   | Południowa Afryka | Ganassi Racing                    | G-Force  | Toyota    | 356         | 24                | 15                | 14      | 34                | 14                | 24                | 12                | 22                | 20                | 35                | 32                | 20                | 11                | 32                | 32                | 15                |
| 8       | Scott Sharp       | Stany Zjednoczone | Kelley Racing                     | Dallara  | Toyota    | 351         | 30                | 26                | 50      | 10                | 14                | 19                | 13                | 14                | 17                | 32                | 20                | 17                | 18                | 19                | 24                | 28                |
| 9       | Kenny Bräck       | Szwecja           | Team Rahal                        | Dallara  | Toyota    | 342         | 19                | 30                | 40      | 14                | 32                | 26                | 26                | 30                | 28                | 12                | 11                | 11                | 30                | 9                 | 10                | 14                |
| 10      | Toranosuke Takagi | Japonia           | Mo Nunn Racing                    | G-Force  | Toyota    | 317         | 18                | 8                 | 24      | 30                | 12                | 28                | 17                | 12                | 26                | 28                | 26                | 12                | 16                | 22                | 12                | 26                |
| 11      | Dan Wheldon       | Wielka Brytania   | Andretti Green Racing             | Dallara  | Honda     | 312         | –                 | –                 | 26      | 11                | 10                | 11                | 24                | 9                 | 32                | 10                | 30                | 24                | 26                | 32                | 32                | 35                |
| 12      | Roger Yasukawa    | Stany Zjednoczone | Fernández Racing                  | Dallara  | Honda     | 301         | 16                | 13                | 9       | 20                | 22                | 13                | 19                | 26                | 15                | 24                | 12                | 18                | 24                | 24                | 26                | 20                |
| 13      | Bryan Herta       | Stany Zjednoczone | Andretti Green Racing             | Dallara  | Honda     | 277         | –                 | –                 | –       | –                 | 30                | –                 | 16                | 50                | 18                | 11                | 9                 | 35                | 35                | 35                | 8                 | 30                |
| 14      | Robby Buhl        | Stany Zjednoczone | Dreyer & Reinbold Racing          | Dallara  | Chevrolet | 261         | 11                | 18                | 20      | 7                 | 8                 | 15                | 15                | 18                | 9                 | 17                | 18                | 26                | 22                | 20                | 18                | 19                |
| 15      | Greg Ray          | Stany Zjednoczone | Access Motorsports                | G-Force  | Honda     | 253         | –                 | –                 | 22      | 24                | 19                | 12                | 18                | 24                | 14                | 20                | 24                | 15                | 13                | 8                 | 16                | 24                |
| 16      | Buddy Rice        | Stany Zjednoczone | Cheever Racing                    | Dallara  | Chevrolet | 229         | 14                | 22                | 17      | 19                | 16                | 22                | 22                | 11                | 12                | 19                | 16                | 19                | 20                | –                 | –                 | –                 |
| 17      | Alex Barron       | Stany Zjednoczone | Penske Racing                     | G-Force  | Toyota    | 216         | –                 | –                 | 13      |                   |                   |                   |                   |                   |                   |                   |                   |                   |                   |                   |                   |                   |
| 17      | Alex Barron       | Stany Zjednoczone | Mo Nunn Racing                    | G-Force  | Toyota    | 216         |                   |                   |         | 28                | –                 | –                 | –                 | –                 | 30                | 50                | 14                | 10                | 15                |                   |                   |                   |
| 17      | Alex Barron       | Stany Zjednoczone | Cheever Racing                    | Dallara  | Chevrolet | 216         |                   |                   |         |                   |                   |                   |                   |                   |                   |                   |                   |                   |                   | 26                | 20                | 10                |
| 18      | Sarah Fisher      | Stany Zjednoczone | Dreyer & Reinbold Racing          | Dallara  | Chevrolet | 211         | 15                | 24                | 7       | 1                 | 15                | 10                | 11                | 19                | 10                | 15                | 17                | 16                | 10                | 12                | 11                | 18                |
| 19      | Buddy Lazier      | Stany Zjednoczone | Hemelgarn Racing                  | Dallara  | Chevrolet | 201         | –                 | 19                | 11      | 9                 | 17                | 20                | 10                | 17                | 16                | 18                | 19                | 14                | 17                | 14                | –                 | –                 |
| 20      | Felipe Giaffone   | Brazylia          | Mo Nunn Racing                    | G-Force  | Toyota    | 199         | 22                | 35                | 35      | 1                 | 13                | 17                | 28                | 8                 | –                 | –                 | –                 | –                 | –                 | 15                | 14                | 11                |
| 21      | A. J. Foyt IV     | Stany Zjednoczone | A.J. Foyt Enterprises             | Dallara  | Toyota    | 198         | 13                | 12                |         | 12                |                   | 8                 | 9                 |                   | 13                |                   | 13                |                   | 19                | 13                |                   |                   |
| 21      | A. J. Foyt IV     | Stany Zjednoczone | A.J. Foyt Enterprises             | G-Force  | Toyota    | 198         |                   |                   | 12      |                   | 9                 |                   |                   | 15                |                   | 16                |                   | 13                |                   |                   | 13                | 8                 |
| 22      | Vítor Meira       | Brazylia          | Team Menard                       | Dallara  | Chevrolet | 170         | –                 | –                 | –       | 18                | 18                | 14                | 8                 | 10                | 11                | 9                 | 22                | 9                 | –                 | –                 | 19                | 32                |
| 23      | Jaques Lazier     | Stany Zjednoczone | Team Menard                       | Dallara  | Chevrolet | 120         | 10                | 28                | 18      | 1                 |                   |                   |                   |                   |                   |                   |                   |                   | 9                 | –                 | –                 | –                 |
| 23      | Jaques Lazier     | Stany Zjednoczone | A.J. Foyt Enterprises             | Dallara  | Toyota    | 120         |                   |                   |         |                   | 11                | 9                 | 14                | 20                | –                 | –                 | –                 | –                 |                   |                   |                   |                   |
| 24      | Michael Andretti  | Stany Zjednoczone | Andretti Green Racing             | Dallara  | Honda     | 80          | 28                | 17                | 32      | 3                 | –                 | –                 | –                 | –                 | –                 | –                 | –                 | –                 | –                 | –                 | –                 | –                 |
| 25      | Dario Franchitti  | Wielka Brytania   | Andretti Green Racing             | Dallara  | Honda     | 72          | 26                | 14                | –       | –                 | –                 | 32                | –                 | –                 | –                 | –                 | –                 | –                 | –                 | –                 | –                 | –                 |
| 26      | Shigeaki Hattori  | Japonia           | A.J. Foyt Enterprises             | G-Force  | Toyota    | 43          | 12                | 20                | 10      |                   |                   |                   |                   |                   |                   |                   |                   |                   |                   |                   |                   |                   |
| 26      | Shigeaki Hattori  | Japonia           | A.J. Foyt Enterprises             | Dallara  | Toyota    | 43          |                   |                   |         | 1                 | –                 | –                 | –                 | –                 | –                 | –                 | –                 | –                 | –                 | –                 | –                 | –                 |
|         | Ed Carpenter      | Stany Zjednoczone | PDM Racing                        | Dallara  | Chevrolet | 43          | –                 | –                 | –       | –                 | –                 | –                 | –                 | –                 | –                 | –                 | –                 | –                 | –                 | 17                | 17                | 9                 |
| 28      | Richie Hearn      | Stany Zjednoczone | Agajanian/Sam Schmidt Motorsports | G-Force  | Toyota    | 39          | –                 | –                 | –       | 2                 | –                 | –                 | –                 | –                 | –                 | –                 | –                 | –                 | –                 |                   |                   |                   |
| 28      | Richie Hearn      | Stany Zjednoczone | Team Menard                       | Dallara  | Chevrolet | 39          |                   |                   |         |                   |                   |                   |                   |                   |                   |                   |                   |                   |                   | 16                |                   |                   |
| 28      | Richie Hearn      | Stany Zjednoczone | Hemelgarn Racing                  | Dallara  | Chevrolet | 39          |                   |                   |         |                   |                   |                   |                   |                   |                   |                   |                   |                   |                   |                   | 9                 | 12                |
| 29      | Shinji Nakano     | Japonia           | Beck Motorsports                  | Dallara  | Chevrolet | 35          | –                 | –                 | 19      | 16                | –                 | –                 | –                 | –                 | –                 | –                 | –                 | –                 | –                 | –                 | –                 | –                 |
| 30      | Scott Mayer       | Stany Zjednoczone | PDM Racing                        | Dallara  | Chevrolet | 26          | 9                 | 11                | 6       | –                 | –                 | –                 | –                 | –                 | –                 | –                 | –                 | –                 | –                 | –                 | –                 | –                 |
|         | Tony Renna        | Stany Zjednoczone | Kelley Racing                     | Dallara  | Toyota    | 26          | –                 | –                 | –       | 26                | –                 | –                 | –                 | –                 | –                 | –                 | –                 | –                 | –                 | –                 | –                 | –                 |
| 32      | Jimmy Kite        | Stany Zjednoczone | PDM Racing                        | Dallara  | Chevrolet | 17          | –                 | –                 | –       | 17                | –                 | –                 | –                 | –                 | –                 | –                 | –                 | –                 | –                 | –                 | –                 | –                 |
| 33      | Robby Gordon      | Stany Zjednoczone | Andretti Green Racing             | Dallara  | Honda     | 8           | –                 | –                 | –       | 8                 | –                 | –                 | –                 | –                 | –                 | –                 | –                 | –                 | –                 | –                 | –                 | –                 |
| 34      | Airton Daré       | Brazylia          | A.J. Foyt Enterprises             | G-Force  | Toyota    | 6           | –                 | –                 | –       | 6                 | –                 | –                 | –                 | –                 | –                 | –                 | –                 | –                 | –                 | –                 | –                 | –                 |
| 35      | Robby McGehee     | Stany Zjednoczone | Panther Racing                    | Dallara  | Chevrolet | 5           | –                 | –                 | –       | 5                 | –                 | –                 | –                 | –                 | –                 | –                 | –                 | –                 | –                 | –                 | –                 | –                 |
| 36      | Jimmy Vasser      | Stany Zjednoczone | Team Rahal                        | Dallara  | Honda     | 4           | –                 | –                 | –       | 4                 | –                 | –                 | –                 | –                 | –                 | –                 | –                 | –                 | –                 | –                 | –                 | –                 |
| 37      | Billy Boat        | Stany Zjednoczone | Panther Racing                    | Dallara  | Chevrolet | 1           | –                 | –                 | –       | 1                 | –                 | –                 | –                 | –                 | –                 | –                 | –                 | –                 | –                 | –                 | –                 | –                 |